# Гранульоматозний амебний енцефаліт
Гранульоматозний амебний енцефаліт (англ. Granulomatous amoebic encephalitis; також акантоамебіаз, англ. acanthamoebiasis, баламутіаз, англ. balamuthiasis) — хвороба центральної нервової системи (ЦНС), яку спричинюють певні види вільноживучих амеб, особливо роду Acanthamoeba і Balamuthia mandrillaris. Зустрічається переважно в ослаблених людей, які страждають на деякі хронічні захворювання (імунодефіцит, цукровий діабет, злоякісні новоутворення, недостатність харчування, системний червоний вовчак, алкоголізм тощо). Крім ураження ЦНС Acanthamoeba може спричинити ураження шкіри і кератит, Balamuthia mandrillaris — ураження шкіри.
Види роду Acanthamoeba і Balamuthia mandrillaris також відомі із ЗМІ як «амеби, що харчуються мозком», що нерідко застосовується й до збудника іншого захворювання первинного амебного менінгоенцефаліту Naegleria fowleri, що викликає певну плутанину.

## Етіологія
Acanthamoeba є родом амеб, які зазвичай виділяються з ґрунту, прісної води. Має дві еволюційні форми, метаболічно активну трофозоїтну і сплячу, стійку цисту. Трофозоїти невеликі, як правило, від 15 до 25 мкм завдовжки, мають амебоїдну форму. У природі види акантоамеб є вільноживучими бактеріями. Акантоамеб можна відрізнити від інших родів амеб на основі морфологічних характеристик. Однак диференціювання одного виду Acanthamoeba від іншого за морфологією виявилося важким. На основі 18S рДНК-секвенування відомі штами Acanthamoeba можуть бути організовані в 12 груп, які позначаються як T1-T12. Більшість хвороботворних штамів належать до групи Т4.
B. mandrillaris також вільноживуча, гетеротрофна амеба, що має стандартний набір органел, оточена тришаровою клітинною стінкою, має аномально велике ядро. Життєвий цикл, як й у акантоамеб, має цистну і трофозоїтну стадії, обидві з яких є інфекційними, можуть бути ідентифіковані як включення в тканини мозку при мікроскопічному дослідженні біопсій у хворих. Трофозоїт є плеоморфним і ненуклеозним, хоча іноді спостерігаються двоядерні форми. Цисти також не мають ядер, володіють трьома стінками: зовнішній тонкий нерегулярний ектоцист, внутрішній товстий ендоцист і середній аморфний фібрилярний мезоцист.

## Епідеміологічні особливості
Зараження людини відбувається переважно при попаданні амеб у носоглотку і на кон'юнктиву очей при купанні (спостерігається підвищення захворюваності під час купального сезону, а також групові захворювання при купанні в одному і тому ж водоймі). Рідше інфікування відбувається через брудні руки (особливо дітей), а також повітряно-пиловим шляхом. Відомі випадки виникнення менінгоенцефаліту, який спричинила Balamuthia mandrillaris, після трансплантації нирок.
До факторів ризику виникнення хвороби відносяться лімфопроліферативні захворювання, хіміотерапія, лікування глюкокортикостероїдами, системний червоний вовчак та ВІЛ-інфекція.

## Патогенез
Збудник, як правило, потрапляє в центральну нервову систему гематогенним шляхом (через кров) з первинного вогнища, розташованого в придаткових пазухах носа, на шкірі або в легенях. Амеби є за розмірами більше лейкоцитів, тому фагоцитоз є неможливим. Поєднання імунної відповіді макроорганізму і амебних протеаз спричинює тяжкий набряк мозку, що призводить до смерті приблизно у 95 % інфікованих. Посмертне патоморфологічне дослідження виявляє сильний набряк і геморагічний некроз мозку.

## Клінічні ознаки
У разі типової менінгоенцефалітичної форми у хворих підгостро виникають зміни психічого стану, головний біль, нудота, блювання, гарячка, судоми, менінгеальні симптоми, вогнищеві неврологічні ознаки (зокрема такі, як паралічі черепних нервів). Зрештою виникає кома, що призводить до смерті протягом одного тижня до декількох місяців.

### Акантоамебний кератит
Деякі штами Acanthamoeba можуть спричинити кератит, що може призвести до виразки рогівки або навіть до сліпоти, що найчастіше відбувається у користувачів контактних лінз, які неправильно дезінфікують їх, часто ще й не миючи руки перед обробкою лінз. Багатоцільові розчини дезінфекції контактних лінз у значній мірі неефективні щодо Acanthamoeba, тоді як розчини на основі перекису водню на них діють.

### Ураження шкіри, яке спричинюєBalamuthia mandrillaris
Balamuthia mandrillaris може також спричинити ураження шкіри, яке зрештою може прогресувати до менінгоенцефаліту. Ураження шкіри нагадує таке, що породжується метицилін-резистентним золотистим стафілокококом, яке не реагує на антибіотики, що призначаються нашкірно. Ураження зазвичай локальне і дуже повільно загоюється, або взагалі не проходить. Ці ураження на обличчі часто спричинюють набряклість.

## Діагностика
При комп'ютерній томографії (КТ) у корі головного мозку і підкіркових структурах часто виявляються вогнища зниженої щільності, що нагадують емболічні інфаркти, у інших хворих — множинні вогнища підвищеної щільності, оточені зоною зниженої щільності, як при токсоплазмозі. Дослідження спинномозкової рідини на наявність трофозоїтів амеб має велику діагностичну цінність. Виявлення трофозоїтів і цист акантоамеб у нативних препаратах або біопсійному матеріалі також підтверджує діагноз. Інформативний і посів матеріалу на агар, заселений Escherichia coli, адже акантоамеби і негрелії харчуються бактеріями, але Balamuthia mandrillaris так неможливо культивувати, цей збудник не живиться бактеріями (принаймні в лабораторних умовах). Замість цього, Balamuthia mandrillaris повинна культивуватися на печінці приматів або мікроциркуляторних ендотеліальних клітинах людського мозку, які становлять гематоенцефалічний бар'єр. Крім того, для виявлення амеб у біопсійному матеріалі використовують антитіла, мічені флюоресцеїном.
При проведенні люмбальної пункції відзначається лімфоцитарний плеоцитоз (зазвичай менше 500 лімфоцитів / мм3). На початку клінічного перебігу можуть спостерігатися підвищені рівні білка (до 1000 мг / дл). Часто спостерігається майже нормальний або дещо знижений рівень глюкози.

## Лікування
Відомі наразі поширені протипаразитарні препарати, такі, як амфотерицин В, рифампіцин, триметоприм-сульфаметоксазол, кетоконазол, флуконазол, сульфадіазин або альбендазол, навіть їхні комбінації, дають або слабкий ефект, або ніякого.

## Профілактика
Специфічної профілактики не створено. Особам з хронічними хворобами носоглотки слід уникати плавати у непевних водоймах, або користуватися водою звідти.